# Top Form
Top Form (กอดกันมั้ย นายตัวท็อป) è una serie televisiva thailandese del 2025 con protagonisti "Smart" Chisanupong Paungmanee e "Boom" Raveewit Jirapongkanon. È adattata dal manga Dakaichi: I'm Being Harassed by the Sexiest Man of the Year (抱かれたい男1位に脅されています。) di Sakurabi Hashigo (桜日梯子). 
Diretta da "Boss" Wasakorn Khumklaowiriya e co-prodotta da WeTV e Tailai Entertainment, è andata in onda dal 20 marzo 2025 al 15 maggio 2025 per un totale di 11 episodi. 

## Trama
La serie segue Jin, un attore giovane e ambizioso che sta iniziando a farsi notare nel mondo dello spettacolo thailandese, e Akin, già icona nel settore e vincitore per cinque anni di fila del premio "L’uomo più abbracciabile dell’anno". Con l’aumentare della popolarità di Jin, nasce una divertente rivalità con Akin, fatta di provocazioni e attrazione reciproca. La loro relazione evolve in un legame complesso e appassionato, che esplora amore, ambizione e le sfide del mondo dello spettacolo. 

## Personaggi e interpreti

### Personaggi principali
- Jin, interpretato da "Smart" Chisanupong Paungmanee. Giovane attore emergente, determinato a farsi strada nell’industria dell’intrattenimento. Ha talento e passione. Si innamora di Akin dal primo momento in cui lo vede e inizialmente fa della sua conquista il suo obiettivo principale.
- Akin Tahra, interpretato da "Boom" Raveewit Jirapongkanon. Attore affermato e idolatrato, vincitore per cinque anni consecutivi del premio "L’uomo più abbracciabile dell’anno". Molto focalizzato sul suo lavoro, inizialmente non riesce ad accettare la presenza di Jin o a comprendere i sentimenti che prova per lui. Alterna momenti in cui è sicuro di sè, ad altri di debolezza e di dolcezza nei confronti di Jin.

### Ricorrenti
- Jade, interpretato da "Toey" Pongsakorn Mettarikanon. Amico fidato e produttore di Akin, è lui che si occupa di tirarlo fuori dai guai più volte durante la serie.
- Johnny, interpretato da "Peanut" Peeranat Veeranipitkul. Attore che appartiene alla stessa agenzia di Jin, dal carattere egocentrico e spregiudicato. È noto per utilizzare il proprio fascino in maniera strategica, arrivando a dormire con produttori per ottenere ruoli.
- Naru, interpretato da "Euro" Waratthip Kittiphaisan. Giovane attore alle prime armi, dal carattere tenero e ingenuo, guarda a Jin come a un mentore e modello professionale.
- Judy, interpretata da "Namwaan" Kannaporn Puanthong. Attrice affermata, considerata da colleghi e addetti ai lavori come il simbolo di professionalità e talento.